# Студентски конкурс Мулти-Комфортна Къща
Конкурсът „Мулти-Комфортна къща“ е международно събитие, посветено на енергийната ефективност на сградите. Форумът събира студенти по архитектура от цял свят, ангажирайки ги с модерните решения за устойчиво строителство и ефективно използване на ресурсите на околната среда, които отговарят на изискването за „пасивна къща“
Целта на конкурса е да стимулира бъдещите архитекти да мислят за топлинния и звуков комфорт при изграждането на жилищни сгради. Форумът дава възможност за обмен на идеи и творческо развитие на студенти от различни държави, запознавайки ги с практическата насоченост на „Мулти-Комфортната Къща“ 
Събитието стартира през 2005 година с участието на 5 държави, а до 2016 година броят им нараства почти четворно – Австрия, България, Хърватия, Чехия, Естония, Финландия, Германия, Казахстан, Латвия, Литва, Румъния, Сърбия, Словакия, Словения, Испания, Турция, Великобритания, САЩ.

## История
2005  България
За пръв път конкурсът се провежда през 2005 година в България. Тогава в него взимат участие 5 държави: България, Хърватия, Македония, Румъния и Сърбия. Тези страни са част от събитието и до днес.
В задачата за проектиране на хотел в планината, който да отговаря на термичните изисквания за изолация на „пасивна къща“, приза спечели Румъния. Българската страна като домакин награждава победителите в ателието на един от най-известните български скулптори Андрей Николов в така наречената „Червената къща" в София.
2006  Румъния
Румъния става домакин на втория архитектурен конкурс „Мулти-Kомфортна Къща“ като заключителният етап се провежда в Сигишоара, провинция Трансилвания (Централна Румъния), на 24 май 2006 г. Там студентските отбори се съревновават в заданието „Реконструкция на съществуваща сграда в денс клуб в Букурещ“. Този път бъдещите архитекти трябва да се съобразят със звукоизолационните изисквания. Първото място взима Словакия.
2007  Сърбия
Третият международен студентски конкурс се провежда с участието на девет различни националности: България, Хърватия, Македония, Румъния, Сърбия, Словения, Австрия, Латвия и Словакия. Заключителният етап се състои в Белград, Сърбия, на 16 май 2007 г. В него журито избра отбора на Словения за победител в надпреварата за проект на еднофамилна къща, отговаряща на изискването за „пасивна“, съобразно заобикалящата околна среда.
2008  Хърватия
Хърватия взима домакинството на четвъртия студентски конкурс за ефективно строителство, който се провежда от 1 до 4 юни 2008 година. Държавите участници вече са 13: Австрия, България, Хърватия, Чехия, Казахстан, Латвия, Македония, Румъния, Сърбия, Словакия, Словения, Испания и Обединеното кралство. Страната домакин взима и първото място в задачата за създаване на училище, което комбинира традиционните учебни практики с модерните съоръжения за училищна среда.
2009  Словения
132-ма студенти и преподаватели от 24 архитектурни факултета в 16 страни участват в 5-ия годишен конкурс, който се провежда в Любляна, Словения, от 21 до 24 април. Възпитаници от Босна и Херцеговина, Финландия и САЩ участват за първи път на събитието. Тази година архитектите се съревновават с идеи за офис комплекс, съобразен с изискванията за „пасивна“ и „мулти-комфортна“ къща. Целта е това да бъде седалище на компанията Saint-Gobain. Победители в тазгодишния конкурс са младите архитекти от Словакия.
2010  Австрия
Шестият етап на конкурса се провежда в сърцето на Алпите – Инсбрук, където конкуренцията събира студенти от 18 държави, 34 университета и 157 участници. Новоприсъединилите се държави са Естония, Германия, Литва и Турция, а общо 18-те държави показват своите проекти на обща вечеря в хотел „Хилтън" в Инсбрук. Задачата е редизайн на стар склад от съществуваща промишлена сграда в Париж (Франция), съобразно изискванията на клонкурса. Австрия е оценена с най-високи оценки и печали надпреварата.
2011  Чехия
От 18 до 21 май 2011 в Прага (Чехия) се провежда поредното издание на конкурса „Мулти-Комфортна Къща“. Тогава Беларус, Роуд Айлънд, Ню Йорк (САЩ), Австрия, България, Хърватия, Чехия, Естония, Финландия, Германия, Казахстан, Латвия, Литва, Румъния, Сърбия, Словакия, Словения, Испания, Турция, Великобритания и Пенсилвания (САЩ) мерят сили в идеите за ефективно строителство на тема „Greenwich Tower" в Ню Йорк. Отборът на Словакия взима първото място и страната става домакин на следващия конкурс.
2012  Словения
Осмият тридневен форум за студенти „Мулти-Комфортна Къща“ в Братислава (Словакия) бележи рекорден брой участници – почти 1000 студенти от над 100 университета, намиращи се на 3 континента.(Полша, Русия и Украйна, България, Хърватия, Чехия, Естония, Финландия, Германия, Казахстан, Латвия, Литва, Румъния, Сърбия, Словакия, Словения, Испания, Турция, Великобритания и Пенсилвания (САЩ)).
Сърбия показва най-добрия проект и става победител в задачата за проектиране на устойчив квартал за настаняване на 12 – 15 семейства в рамките на програмата за възстановяване на района на водния басейн Трент, Нотингам, Великобритания.
2013  Сърбия
19 държави и 53 студентски отбора са част от изданието на конкурса през 2013 година. Този път участниците трябва да покажат визия за бъдещото развитие на някои части на „Gluckstein Quartier“ в Манхайм, Германия, имайки предвид настоящите сгради. Състезанието се провежда в Белград, Сърбия, а участващите държави са Беларус, България, Хърватия, Чехия, Естония, Финландия, Казахстан, Латвия, Литва, Полша, Румъния, Русия, Сърбия, Словакия, Словения, Испания, Турция, Великобритания и Украйна.
Представителите на Словения преборват конкуренцията и заемат първото място.
2014  Румъния
През последните дни на май месец 2014 г., Букурещ, Румъния събира най-добрите бъдещи архитекти на международната сцена. На десетото издание на конкурса на "Мулти-Комфортна къща“ се явяват 58 студентски отбора от 22 страни – Австрия, Беларус, Белгия, България, Хърватска, Чехия, Естония, Финландия, Франция, Казахстан, Киргизстан, Латвия, Литва, Полша, Румъния, Русия, Сърбия, Словакия, Словения, Испания, Турция и Украйна. Тазгодишният победител е Турция, а темата е визия за „Училище на бъдещето“ в Gazientep, Турция.
2015  Казахстан
29 националности взимат участие в конкурса през 2015 година в Астана (Kазахстан). Тогава 51 студентски отбора се състезават в проектирането на сграда, намираща се в изложбения комплекс EXPO 2017 в Астана, Казахстан. Казакстан взема приза в надпреварата пред Беларус, Белгия, България, Хърватска, Чехия, Естония, Финландия, Франция, Киргизстан, Латвия, Полша, Румъния, Русия, Словакия, Словения, Испания, Турция, Великобритания и Украйна.
2016  Беларус
Тридневният форум, от 25 до 28 май 2016 г., се организира в Минск, Беларус и е на тема „Създаване на общност“. Участие взимат Австрия, Беларус, Белгия, България, Хърватска, Чехия, Естония, Финландия, Франция, Германия, Казахстан, Киргизстан, Латвия, Полша, Румъния, Русия, Словакия, Словения, Испания, Южна Африка, Турция, Великобритания и Украйна. Тази година награда печели отборът на България.

## Цел
Целта на конкурса е да се даде творчески тласък на концепцията за енергийно ефективно строителство. Главната задача на студентите е да проектират или обновят сграда, според определението за Мулти-Комфортна и Пасивна къща. Това означава, че трябва да бъдат взети под внимание топлинните характеристики, акустичните изисквания, противопожарната защита и комфортът на една сграда.

## Правила
Конкурсът се състои от два етапа.
- Първият е на национално ниво. Всяка държава избира своите участници, като има право на 3 свои отбора.
- Вторият етап е на международно ниво, където идеите на всички националности се сблъскват, за да се отлични най-добрата.

## Награда
Наградата е парична, като освен за първите три отбора, има и специални отличия за останалите участници. Победителите се избират от международно жури, чиито членове са лауреати в областта на архитектурата.